# 최우리
최우리(1983년 7월 20일 ~ )은 대한민국의 배우이다.

## 학력
- 단국대학교 예술디자인대학 공연영화학부 연극영화학과 (졸업)

## 출연작

### 드라마
- 《너와 나의 경찰수업》 (디즈니+, 2022년) - 방희선 역
- 《유령을 잡아라》 (tvN, 2019년) - 납치범 빨간 구두 역
- 《웰컴2라이프》 (MBC, 2019년) - 지양희 역
- 《사이코메트리 그녀석》 (tvN, 2019년) - 이안과 윤재인의 담임선생님 역 (특별출연)
- 《최고의 이혼》 (KBS2, 2018년) - 유지현 역
- 《라이프》 (JTBC, 2018년) - 최서현 역
- 《멈추고 싶은 순간 : 어바웃타임》 (tvN, 2018년)
- 《하백의 신부 2017》 (tvN, 2017년) - 조염미 역
- 《시그널》 (tvN, 2016년) - 신여진 역
- 《특수사건 전담반 TEN 2》 (OCN, 2013년) - 현지애 역
- 《인현왕후의 남자》 (tvN, 2012년) - 희빈 장씨 역

### 영화
- 《파일 - 4022일의 사육》 (2015년) - 장미란 역
- 《남자가 사랑할 때》 (2014년) - 술집녀 미선 역
- 《여기자의 하루》 (2012년) - 최우리 기자 역
- 《댄싱퀸》 (2012년) - 린다 역
- 《전우치》 (2009년) - 경성시대 댄서 역
- 《니코》 (2008년) - 윌마 (한국어 목소리) 역